# عمورین
عمورین (به عربی: عمورین) یک منطقهٔ مسکونی در سوریه است که در ناحیه مرکزی سقیلبیه واقع شده‌است. عمورین ۱٬۱۴۵ نفر جمعیت دارد.